# Kruševac
Pour les articles homonymes, voir Kruševac (homonymie).
Kruševac (en serbe cyrillique : Крушевац) est une ville de Serbie située dans le district de Rasina. Kruševac est le centre administratif du district. Au recensement de 2011, la ville intra muros comptait 57 627 habitants et le territoire dont elle est le centre, appelé ville de Kruševac (en serbe : Град Крушевац et Grad Kruševac), 127 429.

## Géographie
Kruševac est située au centre-est de la Serbie, dans la vallée éponyme de Kruševac, sur les bords de la Rasina et à proximité du confluent de cette rivière et de la Zapadna Morava ; la Ville et son territoire se trouvent entre les régions de Levač et de Temnić au nord, la région de la Župa, des monts Kopaonik et Jastrebac au sud et les vallées de Kraljevo et de l'Ibar à l'ouest. L'altitude moyenne de la région est de 300 m. Les forêts couvrent une superficie d'environ 29 900 hectares, soit 35 % du territoire de la Ville.

## Ressources naturelles
La région de Kruševac est riche en gravier, en sable et en pierre, notamment dans les vallées fluviales de la Zapadna Morava, de la Južna Morava et de la Rasina, utilisés comme matériaux de construction. On y trouve aussi du grès près des villages Bela Voda, Brajkovac, Šašilovac et Krvavica. Le sol y est également riche en schites bitumineux (à Mačkovac, Koševi et Globoder) et en bitume (près de Čitluk).
Un barrage, construit en 1979 sur la Rasina à la hauteur du village de Ćelije, a créé le lac articifiel éponyme de Ćelije, qui s'étend sur 4,16 km2, avec un volume de 51 millions de mètres cubes d'eau. Ce lac fait partie d'un programme de régularisation de la Velika Morava et il alimente en eau potable 100 000 habitants de la région de Kruševac ; un projet de reconstruction et d'extension est prévu pour alimenter en eau jusqu'à 200 000 personnes, à Kruševac mais aussi à Brus, Trstenik, Ćićevac et Varvarin.
Le territoire de la ville de Kruševac abrite de nombreuses sources d'eau minérale et de sources chaudes (géothermie), notamment à Bela Voda, Ribarska Banja, Lomnica, Žabare et Čitluk.

## Climat
La station météorologique de Kruševac, située à 166 m d'altitude, enregistre des données depuis 1890 (coordonnées 43° 34′ N, 21° 21′ E). Kruševac jouit d'un climat continental modéré.
La température maximale jamais enregistrée à la station a été de 43,7 °C le 24 juillet 2007 et la température la plus basse a été de −30,0 °C le 7 janvier 1947. Le record de précipitations enregistré en une journée a été de 81,9 mm le 19 juin 1956. La couverture neigeuse la plus importante a été de 59 cm le 27 janvier 1963.
Pour la période de 1961 à 1990, les moyennes de température et de précipitations s'établissaient de la manière suivante :
| Mois                                       | Janv | Fév  | Mars | Avr  | Mai  | Juin | Juil | Août | Sept | Oct  | Nov  | Déc  | Année |
| ------------------------------------------ | ---- | ---- | ---- | ---- | ---- | ---- | ---- | ---- | ---- | ---- | ---- | ---- | ----- |
| Températures maximales moyennes (°C)       | 3,4  | 6,6  | 11,7 | 17,7 | 22,4 | 25,3 | 27,3 | 27,6 | 24,1 | 18,3 | 11,3 | 5,2  | 16,7  |
| Températures moyennes (°C)                 | -0,8 | 1,9  | 6,1  | 11,4 | 16,2 | 19,2 | 20,7 | 20,3 | 16,6 | 11,2 | 5,9  | 1,2  | 10,8  |
| Températures minimales moyennes (°C)       | -4,6 | -2,2 | 1,0  | 5,2  | 9,9  | 12,9 | 14,1 | 13,4 | 10,1 | 5,4  | 1,5  | -2,4 | 5,4   |
| Moyennes mensuelles de précipitations (mm) | 43,9 | 39,4 | 44,1 | 56,4 | 78,8 | 86,0 | 58,6 | 45,1 | 44,2 | 38,3 | 57,7 | 55,0 | 647,5 |

## Histoire

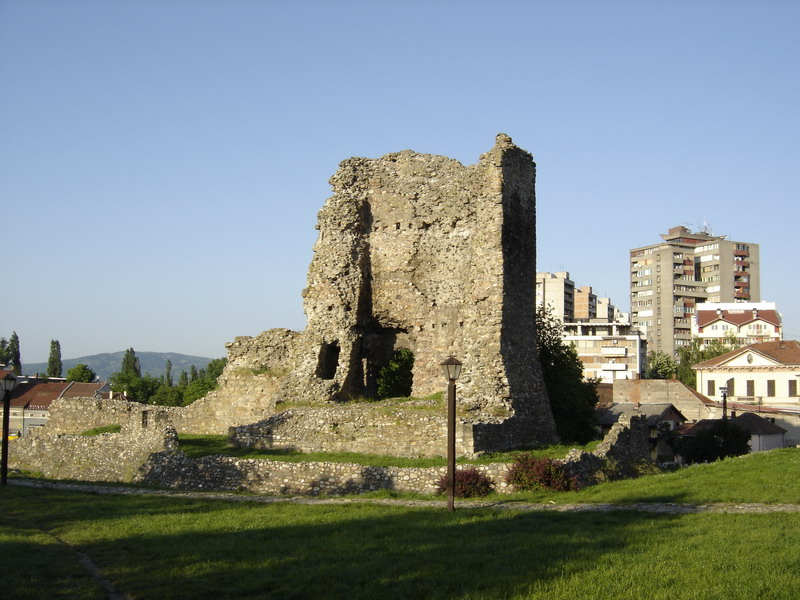
Le donjon de la forteresse du prince Lazar

Kruševac fut fondée en 1371 et sa construction dura environ deux ans ; en revanche, elle est mentionnée pour la première fois en 1376-1377, dans la charte de fondation du monastère de Ravanica aujourd'hui conservée à la bibliothèque de Bologne. C'est à Kruševac que le prince Lazar rassembla son armée avant d'être vaincu et tué par les Turcs à la bataille de Kosovo Polje en 1389. L'emplacement de la forteresse du prince Lazar est marqué par une enceinte contenant les vestiges de la tour d'où, selon la légende, la princesse Milica apprit la défaite de son époux par des corbeaux qui fuyaient le champ de bataille. Après la défaite, la ville devint pour un temps la capitale de l'État serbe gouverné par Milica ; elle conserva ce statut jusqu'en 1403, quand Stefan Lazarević, le fils de Lazar et de Milica, fit de Belgrade la capitale du despotat de Serbie.
En 1427, Kruševac tomba une première fois aux mains des Turcs mais la ville fut reconquise par le despote Đurađ Branković en 1444, avant de redevenir ottomane en 1454, un peu avant la chute définitive du despotat de Serbie en 1459. Durant la période ottomane, elle perdit l'importance qu'elle avait acquise à la fin du Moyen Âge serbe. Lors de la deuxième guerre austro-turque (1683-1699), Kruševac fut momentanément libérée des Turcs en 1689. Elle le fut encore deux fois au XVIIIe siècle : une première fois de 1737 à 1739 lors de la quatrième guerre austro-turque et une seconde fois en 1788 lors de la révolte de la Krajina de Koča ; mais les Ottomans la reprirent en 1791. Le début du XIXe siècle fut marqué par le premier et le second soulèvement serbe contre la Sublime Porte. En 1806, Kruševac fut libérée une première fois par l'armée des insurgés conduits par Karađorđe (Karageorges) et elle resta serbe jusqu'en 1809. Elle ne fut définitivement libérée qu'en 1833 et fut intégrée à la principauté de Serbie autonome sous l'autorité du prince Miloš Obrenović.

## Localités de la ville de Kruševac

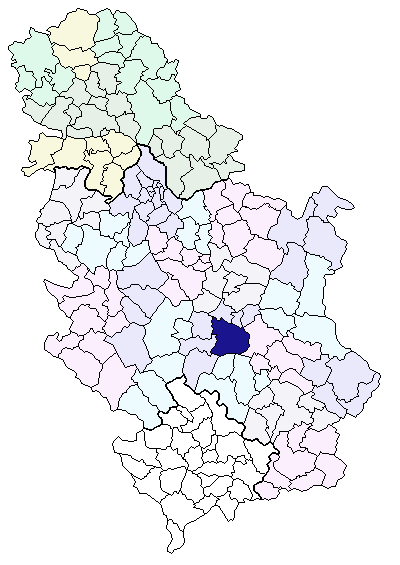
Localisation de la ville de Kruševac en Serbie

La ville de Kruševac (ex-municipalité) compte 101 localités :
| - Begovo Brdo - Bela Voda - Belasica - Bivolje - Bovan - Bojince - Boljevac - Brajkovac - Bukovica - Buci - Velika Kruševica - Velika Lomnica - Veliki Kupci - Veliki Šiljegovac - Veliko Golovode | - Veliko Krušince - Vitanovac - Vratare - Vučak - Gavez - Gaglovo - Gari - Globare - Globoder - Gornji Stepoš - Grevci - Grkljane - Dvorane - Dedina - Dobromir | - Doljane - Donji Stepoš - Đunis - Žabare - Zdravinje - Zebica - Zubovac - Jablanica - Jasika - Jošje - Kamenare - Kaonik - Kapidžija - Kobilje - Komorane | - Konjuh - Koševi - Krvavica - Kruševac - Kukljin - Lazarevac - Lazarica - Lipovac - Lovci - Lukavac - Ljubava - Majdevo - Makrešane - Mala Vrbnica - Mala Reka | - Mali Kupci - Mali Šiljegovac - Malo Golovode - Malo Krušince - Mačkovac - Meševo - Modrica - Mudrakovac - Naupare - Padež - Pakašnica - Parunovac - Pasjak - Pepeljevac - Petina | - Pozlata - Poljaci - Ribare - Ribarska Banja - Rlica - Rosica - Sebečevac - Sezemče - Slatina - Srndalje - Srnje - Stanci - Suvaja - Sušica - Tekija | - Trebotin - Trmčare - Ćelije - Cerova - Crkvina - Čitluk - Šavrane - Šanac - Šašilovac - Šogolj - Štitare |

En application de la loi sur l'organisation territoriale de la république de Serbie, votée le 28 décembre 2007, Kruševac a obtenu le statut officiel de « ville » ou « cité » (en serbe, au singulier : Град et Grad ; au pluriel : Градови et Gradovi). Toutes les autres localités de la municipalité sont considérées comme des « villages » (село/selo).

## Démographie

### Kruševac

#### Évolution historique de la population de Kruševac
| 1948   | 1953   | 1961   | 1971   | 1981   | 1991   | 2002   | 2011   |
| ------ | ------ | ------ | ------ | ------ | ------ | ------ | ------ |
| 13 862 | 16 638 | 21 957 | 29 509 | 53 071 | 58 808 | 57 347 | 57 627 |

## Politique

### Élections locales de 2004
À la suite des élections locales serbes de 2004, les sièges de l'assemblée municipale de Kruševac se répartissaient de la manière suivante :
| Parti                            | Sièges |
| -------------------------------- | ------ |
| Parti socialiste de Serbie       | 10     |
| Parti démocratique               | 9      |
| Parti démocratique de Serbie     | 8      |
| Parti radical serbe              | 8      |
| Mouvement Renouveau de la Serbie | 7      |
| G17 Plus                         | 5      |
| Mouvement Force de la Serbie     | 2      |

Dragan Azdejković, membre du Parti démocratique de Serbie du premier ministre Vojislav Koštunica, a été élu président (en serbe : predsednik) de la municipalité.

### Élections locales de 2008
À la suite des élections locales serbes de 2008, les 72 sièges de l'assemblée municipale de Kruševac se répartissaient de la manière suivante :
| Parti                                                                         | Sièges |
| ----------------------------------------------------------------------------- | ------ |
| Pour une Serbie européenne - Nouvelle Serbie                                  | 25     |
| Parti radical serbe                                                           | 18     |
| Parti démocratique de Serbie                                                  | 15     |
| Parti socialiste de Serbie - Parti des retraités unis de Serbie - Serbie unie | 14     |

Desimir Pavlović, membre du Parti démocratique du président Boris Tadić, a été élu maire (en serbe : gradonačelnik) de la ville de Kruševac ; il dirigeait la coalition Pour une Serbie européenne, soutenue par le président Tadić et composée du Parti démocratique et du parti G17 Plus.
En avril 2011, Desimir Pavlović a démissionné de son poste de maire et il a été remplacé par Dragan Jovanović, lui aussi membre du Parti démocratique.

### Élections locales de 2012
À la suite des élections locales serbes de 2012, les 70 sièges de l'assemblée municipale de Kruševac se répartissaient de la manière suivante :
| Parti                                                                         | Sièges |
| ----------------------------------------------------------------------------- | ------ |
| Liste « Changements » dr. Katančević                                          | 20     |
| Donnons de l'élan à Kruševac (Parti progressiste serbe, etc.)                 | 18     |
| Parti socialiste de Serbie - Parti des retraités unis de Serbie - Serbie unie | 14     |
| Un choix pour une vie meilleure (Parti démocratique, etc.)                    | 12     |
| Parti démocratique de Serbie                                                  | 6      |

## Culture

### Institutions
Parmi les institutions culturelles de la ville, on peut citer le Théâtre de Kruševac (en serbe : Kruševačko pozorište), une scène nationale fondée en 1946, qui dispose d'une troupe permanente de quinze acteurs jouant un répertoire national et international. Le Théâtre participe à diverses manifestations nationales comme le JoakimFest organisé par le Knjaževsko-srpski teatar de Kragujevac, dont il a remporté la 2e édition en 2005 avec la pièce Svinjski otac d'Aleksandar Popović, dans une mise en scène d'Egon Savin. Le Musée national de la ville (Narodni muzej Kruševac) a été créé en 1951 ; il possède environ 20 000 œuvres et objets répartis dans plusieurs départements : archéologie, histoire, ethnologie, numismatique, sciences, Beaux-Arts, etc. Depuis 1969, il est installé dans un bâtiment datant de 1863 ; en 2009, il a participé à la Nuit européenne des musées. Plusieurs autres institutions dépendent du Musée national, comme la maison Simić (Kuća Simića) ou la Galerie d'art (Umetnička galerija). Le Centre culturel de Kruševac (Kulturni centar Kruševac) organise diverses manifestations dans la ville.

### Manifestations
Kruševac se caractérise par de nombreuses manifestations saisonnières, parmi lesquelles on peut citer le Festival international de l'humour et de la satire Zlatna kaciga (en serbe : Međunarodni festival humora i satire Zlatna kaciga), organisé par le centre culturel de Kruševac depuis 1993 et qui a lieu le 31 mars et le 1er avril ; Zlatna kaciga, « le Casque d'or », est propose un concours ouvert aux caricaturistes et aux auteurs, le gagnant devenant citoyen d'honneur de la ville de Kruševac ; cette manifestation offre également un concours destiné aux enfants. Chaque année depuis 1994, à la mi-juin, le Musée national organise au monastère de Naupara la Colonie yougoslave d'art pour les enfants Biberče (Jugoslovenska dečija kolonija Biberče), devenue internationale en 2002 ; en 2008, elle a mis en concours 350 œuvres réalisées par des jeunes gens de 6 à 12 ans, sous la présidence de Bratislav Aleksić et de l'académicien Matija Rajković. L'école littéraire et philosophique de Kruševač (Kruševačka književno-filozofska škola) a été créée en 1989 ; fondée par l'assemblée de la ville de Kruševač avec le soutien de la Société philosophique de Serbie et de l'Association des écrivains de Serbie, elle rassemble chaque année des intellectuels qui débattent sur un grand thème de la philosophie, de la sociologie ou de la littérature ; parmi les thèmes proposés, on peut citer : L'histoire et la liberté (1989), Les guerres civiles et religieuses (1998) ou, en 2008, L'éclatement de la Yougoslavie, le problème du Kosovo, la Serbie et le monde dominant au cours des vingt dernières années. Une manifestation appelée le Dimanche de Saint Sava (Svetosavska nedelja), mobilise de nombreuses associations culturelles, religieuses ou caritatives mais aussi des entreprises privées autour d'un grand bal ; les fonds réunis à cette occasion sont distribués à divers organismes sociaux et aident également à la restauration du monastère de Hilandar.
Parmi les autres manifestations, on peut citer : l'Été de la culture (théâtre, cinéma, concerts), la Colonie d'art de Dvorane, les Jours du théâtre ou l'Exposition d'octobre.

## Sport
Kruševac possède un club de football, le FK Napredak, officiellement créé en 1946 et qui participe au Championnat de Serbie de football ; parmi les joueurs légendaires du club figurent Zoran Simović, Dragoljub Kostić, Branislav Popović Firga, Svetomir Petrović Grof, Kosta Radovanović, Ljubomir Petrović, Milorad Jovanović, Milutin Stepić, Dušan Pešić et Vlada Milosavljević. Son stade, le Stadion Mladost, construit en 1976 en un temps record de 60 jours, peut accueillir 10 801 spectateurs. La ville possède également un club de football féminin, le ŽFK Napredak, créé en 1989. Les clubs de handball de Kruševac sont le RK Napredak (équipe masculine), créé en 1951, et le ŽORK Napredak (équipe féminine) ; la ville dispose encore d'un club de rugby à XV, le RK Kruševac et d'un club de basket-ball, le KK Napredak Rubin, créé en 1946, ainsi qu'un club de natation, le Plivački Klub Napredak.

## Éducation
La première école primaire de Kruševac a ouvert ses portes en 1832, au moment où la ville se libérait de la présence ottomane. Aujourd'hui, le territoire de la ville de Kruševac compte en tout 18 écoles élémentaires (en serbe : osnovna škola. Huit sont situées dans la ville proprement dite, dont l'École spéciale Veselin Nikolić (Specijalna škola Veselin Nikolić) et l'École de musique Stevan Hristić (Muzička škola Stevan Hristić) ; les dix autres écoles sont établies dans les villages alentour. On y compte également 6 établissements d'études secondaires (en serbe : srednja škola), dont le plus important est le Lycée de Kruševac (Gimnazija Kruševac), qui a ouvert ses portes le 1er septembre 1865. Les autres établissiements sont l'École d'économie (Ekonomska škola Kruševac), l'École technique (Tehnička škola Kruševac), créée en 1991, l'École de médecine (Medicinska škola Kruševac), l'École de mécanique et d'électricité (Mašinsko-elektrotehnička škola Kruševac) et l'École de chimie et de technologie (Hemijsko-tehnološka škola Kruševac).
La ville possède également 3 écoles supérieures (en serbe : viša škola) : l'École supérieure de technique et de technologie (Viša tehničko-tehnološka škola), l'École supérieure pour la formation des éducateurs (Viša škola za obrazovanje vaspitača) et l'École technique supérieure de management industriel (Viša tehnička škola za industrijski menadžment),. On y trouve aussi une Faculté de management industriel (Fakultet za industrijski menadžment).

## Médias
Deux quotidiens sont publiés à Kruševac : Grad et Pobeda. La revue Oglasi Halo Jagodina-Kruševac, créée en 2004 par la société Pejić komerc de Jagodina, diffuse des petites annonces pour la vente et l'achat de biens (automobiles, etc.) et de services (locations touristiques) divers ; elle couvre les districts de Pomoravlje et de Rasina et est également disponible sur Internet.
De nombreuses stations de radio émettent depuis Kruševac : Radio Kruševac 1 et Radio Kruševac 2, Radio FIMS, Radio OK studio, Radio Nekst, Radio Parlament, Radio Puma, Radio Plus, Radio Neven, Radio Lastavica, Radio Čigra, Radio Antena, Radio Super FM, Radio Jefimija et Radio Maks. La ville dispose également de plusieurs chaînes de télévision : RTV Kruševac, RTV Plus, RTV Jefimija, RTV Lastavica, RTV Rubin, Hot TV et TV Omega.

## Économie
Kruševac est une ville industrielle. Parmi les entreprises les plus importantes de la ville, on peut citer Trayal korporacija, qui fabrique des pneumatiques, des explosifs industriels et des engins pyrotechniques ; la société a été créée par un décret du roi Milan Ier Obrenović en 1889 sous le nom de Barutane. La société Fabrika Maziva (FAM), créée en 1966, produit des lubrifiants industriels, notamment pour l'industrie automobile. La société Rubin, créée en 1955, produit des boissons alcoolisées et non alcoolisées, et notamment des vins ; elle possède des vignobles situés dans la vallée de la Morava. Henkel Merina, qui fait partie du groupe Henkel depuis 2002, produit des détergents, des savons et des produits cosmétiques ; elle vend ses produits sous les marques Belisan, Ceresit, Deciji sapun, Glamur shampoo, Lik-o-San, Mer, Mer Cevol, Mer Glass, Mer Sanit, Meril, Merix, Persil, Sudomil et Ten San. L'entreprise IMK 14. oktobar a été créée en 1923 pour produire et réparer des wagons pour les marchandises et les voyageurs ; depuis 1954, elle a diversifié ses activités et produit aujourd'hui toutes sortes de machines pour l'industrie manufacturière, l'industrie minière et l'agriculture. Župa, une entreprise de l'industrie chimique créée en 1934, produit des sulfates, des pesticides, des réactifs pour la flottation et du potassium. La holding Plima, une entreprise du secteur agroalimentaire, fabrique notamment des huiles alimentaires ; elle est constituée de quatre sociétés : Plima M, Plima Pek, Plima Vrnjci et Plima Agrar ; Plima M, qui a reçu ce nom en 2004, a été créée en 1939 et produit 15 000 t d'huile raffinée et 30 000 t d'huile de tournesol par an ; Plima Pek fabrique de la farine et toutes sortes de pains et de produits boulangers ; Plima Vrnjci, qui est entré dans la holding en 2007, fabrique 40 000 pains par jour et produit aussi des biscuits sucrés et salés. La société Suvremeni dom travaille dans l'industrie du bois.
Le secteur agroalimentaire est également représenté par les sociétés Flory (alimentation pour enfants), Aroma 1990 (saveurs et parfums pour l'industrie), Druga komerc, Delta funghi (champignons), Marni (champignons), Eko Voćar ou Menex (fruits surgelés), le secteur de la production par Duropack (emballages), Elektrouniverzal (installations et équipements électriques) ou Ciglana (matériaux de construction en terre cuite), le commerce avec des sociétés comme IvanPromet, la métallurgie de transformation par Eko inos, Unimer ou Cinkara, l'industrie du bois par Dekor, Moca, Danol parket ou Fag, l'industrie textile par Konfekcija Zvezda et Riskoni, la construction par Kruševacput (routes), Stevanović invest, Tehnogradnja, Dabi, Grapit et Neimar,

## Tourisme

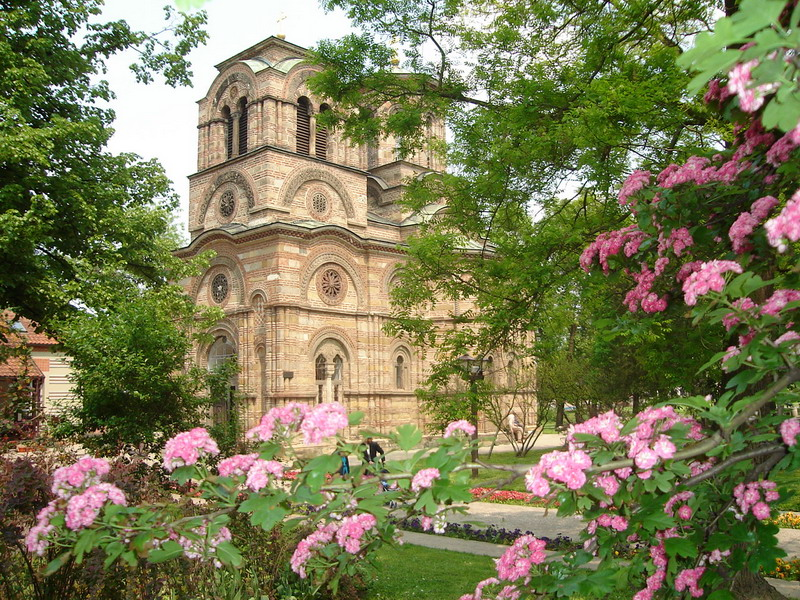
L'église Lazarica

Kruševac conserve les vestiges de la forteresse construite par le prince Lazar, dont les ruines du donjon. Dans l'enceinte de la forteresse, on peut aussi voir une église bâtie sous le règne de Stefan Dušan (1331-1355). L'église Saint-Étienne, connue sous le nom d'église Lazarica, construite entre 1377 et 1380 par le prince Lazar et reconstruite au XIXe siècle par le prince Miloš Obrenović, possède une architecture caractéristique de l'école moravienne, telle qu'on la trouve illustrée, par exemple, au monastère de Kalenić : abside rayonnante, nef unique à voûte en berceau et narthex occidental. Près de la ville, sur le territoire du village de Đunis se trouve le monastère de Saint-Romain, dont l'origine remonte probablement au XIe siècle mais qui a été reconstruit au XIVe siècle ; l'aspect de l'église actuelle date de 1791 et ornée de fresques en 1796 et 1831. Le monastère de Naupara, près de Naupare, a été fondé en 1381 par le moine Dorotej du monastère de Hilandar ; l'architecture de son église est typique de l'école architecturale de la Morava. Tous ces établissements religieux relèvent de l'éparchie de Niš.
Les amateurs de sites naturels et de randonnée peuvent effectuer des excursions dans les monts Jastrebac ou au bord du lac de Ćelije. La station thermale de Ribarska Banja, située à une altitude de 540 m, est réputée pour ses eaux thérapeutiques, analysées dès 1834 ; on y soigne les traumatismes et les maladies des os et des articulations.

## Transports
Kruševac est située sur la route européenne E761, qui, vers l'ouest, conduit à Kraljevo, Čačak, Užice et, au-delà, en Bosnie-Herzégovine et qui, vers le nord-est, rejoint la route E75 (autoroute Belgrade-Niš) à Cicevac après 27 km de parcours. De nombreuses routes régionales traversent le territoire municipal : la R102 (Kragujevac-Razbojna), la R119 (Čitluk-Pepeljevac-Aleksandrovac), R217 (Varvarin-Šanac-Jasika-Velika Drenova), la R221 (Đunis-Kaonik-Veliki Šiljegovac-Ribare), la R221a (Ribare-Ribarska Banja), R223 (Kruševac-Mudrakovac-Lomnica-Veliki Jastrebac) et la R 221b (Kaonik-Kruševac) ; le réseau local compte 68 routes, soit 174 km de routes asphaltées et 120 km de routes non asphaltées, reliant entre eux les villages et les villages à la ville.
Kruševac possède une gare ferroviaire située à la lisière du centre-ville ; elle est desservie par la ligne Stalać-Požega. L'aéroport de la plus proche est l'aéroport Constantin-le-Grand de Niš, situé à 80 km. Le port de Belgrade, quant à lui, se trouve à 200 km.
Les transports municipaux sont assurés par société privée Jugoprevoz Kruševac, cotée à la Bourse de Belgrade, dont le réeau d'autobus connecte les faubourgs et les villages au centre-ville. Le taxi est également un moyen de transport privilégié pour les habitants du territoire de Kruševac.

## Personnalités
- Miodrag Petrović Čkalja (1924-2003), un acteur serbe
- Ljubinka Bobić (1897-1978), une actrice serbe
- Predrag Jovanović
- Radmila Savićević
- Vlastimir Đuza Stojiljković
- Radmila Živković
- Taško Načić
- Radoš Bajić
- Milija Vuković
- Vojin Ćetković
- Nataša Šolak
- Nebojša Bradić
- Dobrica Ćosić
- Stanislav Binički
- Ljiljana Habjanović Đurović
- Milan Milovanović
- Predrag Vesić
- Marko Živić
- Dejan Miletić
- Bratislav Punoševac (1987-), footballeur

## Coopération internationale
La ville de Kruševac est jumelée avec les villes suivantes :
- Pistoia (Italie) depuis 1966
- Trogir (Croatie) depuis 1972
- Travnik (Bosnie-Herzégovine) depuis 1972
- Corfou (Grèce) depuis 1985
- Szentendre (Hongrie) depuis 1990
- Kiryat Gat (Israël) depuis 1990[72]
- Râmnicu Vâlcea (Roumanie) depuis 2003[72]
- Bijeljina (Bosnie-Herzégovine) depuis 2008

La ville a également signé des accords de partenariat avec les villes suivantes :
- Volgograd (Russie) depuis 1999
- Stara Zagora (Bulgarie) depuis 2000
- Riazan (Russie) depuis 2000
- Žalec (Slovénie) depuis 2006